# Herz zu Herz
Herz zu Herz ist eine einfache Patience, die mit einem französischen Skatblatt mit 32 Karten gespielt wird. Bei dem Spiel geht es darum, alle Herzkarten aus dem Blatt herauszuspielen.

## Spielregeln

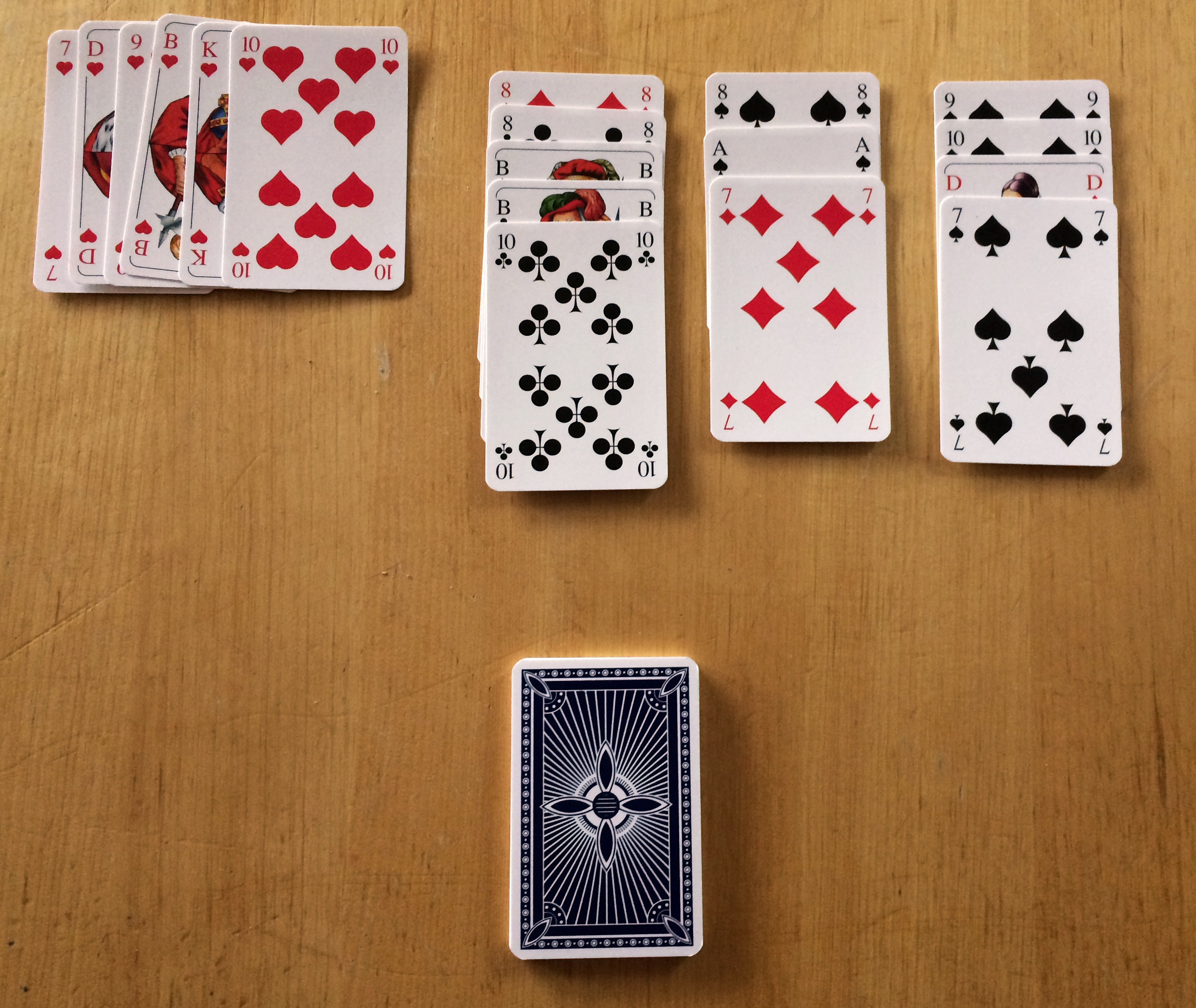
Herz zu Herz, Auslage nach der dritten Runde. Die Patience ist nicht aufgegangen, da nicht alle Herzkarten ausgelegt wurden.

Wie die meisten Patiencen ist auch Herz zu Herz ein Kartenspiel für eine einzelne Person. Als Spielkarten wird ein einfaches Skatblatt mit 32 Karten genutzt.
Zu Beginn des Spiels wird das Blatt gemischt und als Talon verdeckt auf den Tisch gelegt. Anschließend werden drei Karten abgehoben und in einer Reihe aufgedeckt, alle darin enthaltenen Herzkarten  werden auf einen Ablagestapel gelegt und dies wird insgesamt vier weitere Mal mit je drei Karten durchgeführt. Danach werden die restlichen Karten des Talons mit den bereits aufgedeckten Karten vermischt und erneut werden jeweils fünf Mal je drei Karten aufgedeckt und alle Herzkarten abgelegt. Wenn auch nach dieser Runde nicht alle acht Herzkarten im Ablagestapel sind, folgt ein dritter Durchlauf.
Die Patience ist aufgegangen, wenn nach diesem dritten Durchlauf alle Herzkarten im Ablagestapel sind, andernfalls ist sie verloren.

## Belege
1. 1 2  „Herz zu Herz“. In: Irmgard Wolter-Rosendorf: Patiencen in Wort und Bild. Falken-Verlag, 1994; S. 11, ISBN 3-8068-2003-1.
2. ↑  „Herz zu Herz“. In: Katrin Höfer: Patiencen: Für Anfänger und Fortgeschrittene. Neue Beispiele und Varianten. Aufgaben und Lösungen. Schlütersche, 2010; S. 89–90, ISBN 3-8068-2003-1. (Google Books)